# ウィレム・ファン・デ・フェルデ (父)
ウィレム・ファン・デ・フェルデ（Willem van de Velde de Oude、1610年か1611年生まれ、1693年12月13日没）は、オランダの画家である。海洋画を描いた。同名の海洋画家の息子ウィレム・ファン・デ・フェルデ(Willem van de Velde de Jonge: 1633-1707)と区別するために「年長のファン・デ・フェルデ(van de Velde de Oude)」と呼ばれる。

## 略歴
ライデンで生まれた。父親のウィレム・ウィレムスゾーン・ファン・デ・フェルデはフランドル出身の船員(skipper)であった。幼い頃から父親の仕事を通して、船に関する知識を得た。1631年にライデンで結婚し、その後家族でアムステルダムに移った
。ファン・デ・フェルデが いつごろから絵を描きはじめたか正確には知られていないが、1730年代の初めにはアムステルダムにスタジオを開いている。
オランダにおいて海洋画を描くようになった画家にはヘンドリック・コルネリスゾーン・フローム(1563-1640)がいるが、フロームと異なりペン画で船や海戦の情景を精密に描くことからスタートした。オランダ総督からも注文を受けるようになった。スペインとポルトガルの艦隊に勝利したダウンズの海戦を描いた版画を出版した。
1650年から1672年の「無総督期(Ware Vrijheid)」に公式戦争画家として雇われ、1653年にはオランダ海軍提督、マールテン・トロンプのもとで働き、英蘭戦争中に6度、艦隊で航海した。
1672年、フランス軍のオランダ侵攻のために、画家になっていた息子のウィレム・ファン・デ・フェルデとともにロンドンに移り、イングランド王チャールズ2世から俸給を与えられ、公式戦争画家として 1673年からのスホーネヴェルト海戦 (Battle of Schooneveld)に参加した艦隊に乗船した。イギリスではヨーク公ジェームズのために海戦を描いたタペストリのデザインもした。
1689年にウィリアム3世がイングランド王に即位すると、これまで得ていた王室での地位は失われた。
1693年にロンドンで没した。
別の息子、アドリアーン・ファン・デ・フェルデ(1636-1672)も風景画家になった。